# Microsoft Virtual PC
Microsoft Virtual PC是一个虚拟机软件，可以在Mac OS和Microsoft Windows 操作系統上模擬x86電腦，並在其中安装运行操作系统。原來由Connectix公司開發，起初只能在Mac OS運行，後改為跨平台，稱為Connectix Virtual PC。微軟公司於2003年收購該軟件，並改稱為Microsoft Virtual PC，並運用於微軟公司的訓練課程（如MCSE的訓練課程）作模擬用途。
微軟於2003年底推出用於Windows的Microsoft Virtual PC 2004，並於2006年7月12日宣佈Virtual PC成為免費軟件。不約而同地，其主要競爭對手VMware亦於同年宣佈VMware Server 1.0成為免費軟件。目前最新版本為Microsoft Virtual PC 2007，其正式版本已於2007年2月發佈，分為32位元及64位元版本，並支持Windows Vista，可於微軟官方網站下載。

## 模擬環境
Virtual PC在使用PowerPC處理器的Mac OS X版本上，其模擬機「使用」Intel Pentium 4處理器及440BX系列的底版；而在Windows版本上，會使用電腦本身的處理器。模擬電腦上使用一塊標準的SVGA VESA圖卡，並與S3 Trio 64 PCI 8MByte VRAM版本的相容。底版使用安邁科技（American Megatrends Incorporated；AMI）的BIOS。並有「內置」的Creative Labs Sound Blaster 16 隨插即用音效卡（Vista上或運行模擬Vista環境時，則使用Vista本身的音效系統，因為Vista並不支援Creative Labs Sound Blaster）及DEC 21041或DEC 21140的Ethernet網卡。
即使Virtual PC的相容性很高，但不是所有軟件都能在Virtual PC中正常地運行，因為那些軟件可能使用一些未公開的硬件或使用一些不支援的操作碼。比如，在VirtualPC 2004 SP1中，如果有打印机使用LPT1端口，则虚拟机不能识别。这个漏洞在Virtual PC 2007中得到改善。
- 麥金塔電腦版本的Virtual PC用動態重新編譯轉換x86的機械碼至相等的PowerPC機械碼，使Mac可以執行標準pc的程式。

- 微軟Windows版本的Virtual PC也是用動態重新編譯，因為原本就能執行使用者模式和virtual 8086 mode的x86機械碼，所以就只是轉換核心模式和真實模式到使用者模式的x86機械碼。

通常還提供一些客戶端的呼叫函式庫（特別是使用某些客戶端的延伸功能），來加速模擬或提供更多的功能像整合原執行主機環境變數。

## 版本歷史
第一代的Virtual PC是為蘋果電腦而在1997年6月推出的。四年後，即2001年6月，第一代Windows版本的Virtual PC，版本4.0也推出了。
目前的最新版本是2007 SP1。Microsoft Virtual PC被内置于Windows 7部分版本的Windows Virtual PC取代。

## USB支援
在Virtual PC 2007推出之前，大眾都期待新的版本可以支援USB器材，因為Mac版本的Virtual PC是可以使用USB器材的。可是，結果這功能依然沒有被加入，使用戶在需要USB的支援時，仍然必須繼續使用它的競爭產品VMware或VirtualBox。

## 其他
Microsoft Virtual PC 2007並不支援Windows的家用版。若在家用版Windows上安裝Virtual PC 2007，系統會有彈出信息提示，指「系統並不支援現時的架構」。不過，Virtual PC 2007在家用版Windows上依然可以正常運行。

## Virtual PC以外的其他選擇

### PC
- VirtualBox
- Bochs
- VMware Workstation Pro
- QEMU

### Mac
- Parallels Workstation
- iEmulator
- VMware Fusion
- 通過Q (emulator)執行QEMU
- VirtualBox

## 外部連結
- Microsoft Virtual PC  Windows版本
- 下載Microsoft Virtual PC 2004 SP1 Windows版本 （页面存档备份，存于）
- 下載Microsoft Virtual PC 2007 Windows版本 （页面存档备份，存于）
- 下載Microsoft Virtual PC 2007 SP1 Windows版本 （页面存档备份，存于）
- Microsoft Virtual Server 2005
- Microsoft Virtual PC Mac版本 （页面存档备份，存于） （页面存档备份，存于）
- 虚拟机之家